# Asparagus rubicundus
Asparagus rubicundus — вид рослин із родини холодкових (Asparagaceae).

## Біоморфологічна характеристика
Це карликовий кущ 40–180 см заввишки.

## Середовище проживання
Ареал: ПАР (Капські провінції).